# Henri Estienne il Vecchio
Henri Estienne, noto anche come Henricus Stephanus, (Parigi, 1470 – Parigi, 1520), è stato uno stampatore francese.

## Biografia
Aprì un negozio di libraio a Parigi, nel 1502 e lo mantenne fino al 1520, anche se suo padre, nobile provenzale e contrario a questa impresa, lo escluse per ciò dal titolo di famiglia.
Iniziò l'attività di stampatore di libri, probabilmente, nel 1505 e in quell'anno pubblicò Abrégé de l'Arithmétique di Boezio, il primo libro noto che abbia stampato. Il suo primo studio venne aperto nelle strade della scuola di giurisprudenza. Estienne usava il marchio delle vecchie insegne dell'Università, uno scudo sormontato da tre gigli, con una mano che emerge da una nuvola e in possesso di un libro chiuso. Il suo motto era: Plus olei quam vini (più olio che vino). Fu in rapporti amichevoli con alcuni degli uomini più dotti dell'epoca, Guillaume Budé, Guillaume Briçonnet, Jacobus Faber Stapulensis, ed ebbe tra i suoi revisori Beatus Rhenanus.
Henri fu attento a non pubblicare libri contenenti errori di stampa. Nel caso ne fossero stati scoperti troppo tardi, emetteva prontamente dei fogli di rettifica, una pratica sconosciuta ai suoi contemporanei. Morì a Parigi , non a Lione come è stato affermato da molti scrittori. La data si ritiene sia stata il 24 luglio 1520, ma è poco probabile che corrisponda esattamente con la data del suo ultimo libro stampato.

## Pubblicazioni
Fra le sue pubblicazioni vi sono opere di Aristotele, lo Psalterium quincuplex di Lefèvre d'Estaples (1509 e 1515) e i commenti a Pauline Epistles. Altre sono Itinerarium di Antoninus, 1512, Guillaume Mara, De Tribus, fagiendis, etc.

## Vita privata
Henri ebbe tre figli, François, Robert e Charles. François Estienne (1502-1553) pubblicò una serie di opere sulla teologia che non ebbero alcuna incidenza. Le sue poche stampe, principalmente di classici, furono tutte in latino eccetto  Psalterium e una Horae Virginis in greco. La sua vedova sposò Simon de Colines, suo assistente a Parigi, anche lui notevole stampatore del XVI secolo.